# Sequela (medicina)
Una sequela, dal latino "sequi", seguire, è una condizione patologica derivante da una malattia, un infortunio, una terapia o altri traumi. Tipicamente, una sequela è una condizione cronica, complicazione che segue una condizione più acuta. Nel tempo, una sequela contrasta con un effetto tardivo, in cui esiste un periodo, a volte lungo diversi decenni, tra la risoluzione della condizione iniziale e la comparsa dell'effetto tardivo.

## Esempi e usi
La malattia renale cronica, ad esempio, a volte è una sequela del diabete, la "costipazione cronica" o, più precisamente, "stitichezza" (cioè difficoltà nel passaggio delle feci) è una conseguenza di un'ostruzione intestinale e il dolore al collo è una comune conseguenza del colpo di frusta o altri traumi alle vertebre cervicali. Il disturbo da stress post-traumatico può essere una conseguenza psicologica dello stupro. Le sequele di trauma cranico comprendono mal di testa e vertigini, ansia, apatia, depressione, aggressività, disturbi cognitivi, cambiamenti della personalità, mania, psicosi. 
Alcune condizioni possono essere diagnosticate in modo retrospettivo dalle loro sequele. Un esempio è la pleurite . 
Altri esempi di sequele includono quelle che seguono lesioni neurologiche, tra cui afasia, atassia, emi e quadriplegia e qualsiasi altro cambiamento che possa essere causato da traumi neurologici. Si noti che queste patologie possono essere correlate a traumi fisici e chimici, poiché entrambi possono causare danni ai neuroni persistenti. 
La frase status post, abbreviata per iscritto come s/p, è usata per discutere sequele con riferimento alla loro causa. I medici di solito usano la frase per riferirsi a condizioni traumatiche acute. Ad esempio: "il paziente presentava uno stato di dolore al collo dopo un incidente automobilistico". 
La febbre reumatica è una sequela non sostitutiva di un'infezione primaria dei batteri dello streptococco di gruppo A. La glomerulonefrite può anche essere una sequela di Streptococcus pyogenes.